# Немања Девић
Немања Девић (Смедеревска Паланка, 25. август 1989) српски је историчар, доктор историјских наука и научни сарадник у Институту за савремену историју у Београду.

## Биографија

### Образовање и академска каријера
Рођен је 25. августа 1989. године у Смедеревској Паланци. Након завршене Паланачке гимназије уписао је студије историје на Филозофском факултету Универзитета у Београду, где је дипломирао и стекао звање историчара.
На истом факултету је 2014. године одбранио мастер рад „Смедеревски округ 1938-1946“ и стекао звање мастер историчара. Докторирао је 21. јула 2020. године, одбранивши докторску дисертацију „Партизански покрет у Србији 1941-1944“ на Филозофском факултету Универзитета у Београду, под менторством проф. др Мире Радојевић, дописног члана Српске академије наука и уметности. Чланови комисије су били проф. др Александар Животић, др Коста Николић и Бојан Димитријевић (научни сарадници на Институту за савремену историју).
Од 4. маја 2018. године, запослен је као истраживач-сарадник у Институту за савремену историју. До сада је објавио више од 20 научних радова и неколико монографија
Девић је 2023. године рангиран у 10% изврсних истраживача у Србији који су се показали као највреднији по броју објављених научних радова (монографија и чланака) према статистици Министарства науке, технолошког развоја и иновација.

### Политички ангажман
Девић је као млад био члан Српског покрета обнове, али се није озбиљније страначки ангажовао. На парламентарним изборима 2023. године подржао је коалицију НАДА коју су чинили Нова демократска странка Србије и Покрет обнове Краљевине Србије, а говорио је и на скупу те коалиције у Крагујевцу.

## Награде и признања
Његова прва књига, коју је објавио као матурант гимназије, садржала је и јединствен попис свих жртава рата у једној локалној средини у Србији и за њу је 2009. године добио награду „Драгиша Кашиковић“.
Добитник је и Награде „Димитрије Богдановић“ коју додељује Научно удружење за развој српских студија из Новог Сада.

## Изложбе
Девић је аутор изложбе „Јунаштвом у славу, српски војник у Првом балканском рату“, која је током 2012. и 2013. године била постављена у више градова, као и у Великој галерији Дома војске у Београду.
Сарађивао је на изложби „У име народа, репресија у Србији 1944–1953“, аутора Срђана Цветковића, која је била постављена у Историјском музеју Србије 2013. године, а касније је премештана широм земље.

## Дела

### Књиге
- Истина под кључем: Доња Јасеница у Другом светском рату, Институт за савремену историју - Службени гласник, Београд 2008;
- Истина под кључем: Доња Јасеница у Другом светском рату, Институт за савремену историју - Службени гласник, Београд 2009. (друго издање);
- Жртве у Зајечарском округу после 12. септембра 1944. године, коауторство са др Срђаном Цветковићем,
- Смедеревски крај у Другом светском рату, Институт за савремену историју, Београд 2015;[7]
- Смедеревски крај у Другом светском рату, Музеј жртава геноцида, Београд 2016;[8]
- ОЗНА, репресија комунистичког режима у Србији 1944-1946: Документи, Catena mundi - Институт за савремену историју, Београд 2019. (коауторство са др Срђаном Цветковићем);[9]
- Босанска голгота, Институт за савремену историју, Београд (2021)  978-86-7396-785-1 (коауторство са др Бојаном Димитријевићем);
- За Партију и Тита: партизански покрет у Србији 1941-1944, Службени гласник, Београд (2021)  978-86-519-2704-4;
- Партизани у Србији 1941: ослободилачки или револуционарни покрет, Институт за савремену историју, Београд (2021)  978-86-7403-254-1.
- Никола Калабић и Горска краљева гарда, Службени гласник, Београд (2023),  978-86-519-2994-9 (коауторство са др Бојаном Димитријевићем).

### Чланци и прилози
- Демократска странка - Велика Плана (1919—2000), Истраживачко-издавачки центар, Београд 2008;
- Први светски рат 1914-2014, један прилог сећању на жртве, Летопис Матице српске, Год. 190, књ. 493, св. 6 (јун 2014), стр. 817-826;
- Поглед Александра Солжењицина на кључне догађаје из Фебруарске и Октобарске револуције у делу "Црвени точак", Студије историје Иларион, бр. 2, Београд 2017, стр. 31-38;
- Нови документи о револуционарном терору у Србији 1944. године, Годишњак за истраживање геноцида, Св. 10 (2018), стр. 111-125;

### Приређивања
- Александар М. Милошевић, Српска прича: Сећања из рата и револуције 1941-1945, Службени гласник, Београд 2019.

### Прикази
- Владета Јеротић, Дневник 1938-1945, Београд, Задужбина Владете Јеротића, 2019, 427; Архив: часопис Архива Југославије, год. 21, бр. 1/2 (2020), стр. 329-332